# Groove
Николај Николаевич Соболев (рус. Николай Николаевич Соболев, рођен 21. марта 1996, Риздвјани, Ставропољска територија, Русија), познатији под уметничким именом Groove, је руски певач, текстописац и музички продуцент. Оснивач је музичке групе "ЛИТВИНЕНКО".

## Биографија

### 1996—2018: Рани живот
Николај је рођен 21. марта 1996. године у селу Риздвљани, Ставропољска територија, од детињства је волео музику, у истом узрасту је почео да пише своје прве песме. Након што је завршио 9 разреда, преселио се у град Ставропољ и уписао мултидисциплинарни колеџ, специјализован за рачунарске системе и комплексе.
Од 16. године почео је да комбинује учење са послом, радио је као конобар више од 2 године, пола године у аутоперионици, а годину дана као тонски инжењер на караокама.
Музику је почео да студира 2009. године, одслужио војни рок од 2016. до 2017. године, након службе Николај је подигао кредит и отворио свој студио за снимање.
Исте године реализује сопствени пројекат "Гроове" у којем је написао хит "како си мали?", Клип је постигао више од 12 милиона прегледа на званичном ИоуТубе каналу.

### 2018—2019: Пројекат «Литвињенко»
Николај, Павел Литвињенко и Сергеј Кондратјев су 2018. године основали музичку групу ЛИТВИНЕНКО у којој су били: Николај Соболев, Павел Литвињенко и Сергеј Кондратјев. Током година рада, тим је објавио неколико албума и синглова, од којих је један „Потребан нам је дим“, који је на Јутјуб каналу добио више од 24 милиона прегледа.
2019. године објављен је сингл "Оп, Гарбаге", који је постао хит у Русији, а касније и ван ЗНД, видео за песму је добио више од 95 милиона прегледа. Композиција је заузела 12. место на топ-листи Вконтакте, наводи ИнтерМедија.
Следеће године на Инстаграму се појављује кратак видео у којем чеченски унук Алле Пугачеве плеше уз сингл „Оп, Трасх“.
Године 2019. тим се распао и престао да постоји, а креативни псеудоним припао је Павелу Литвињенку.

### 2018—2021: Пројекат «ГРООВЕ»
Николај је 2018. основао соло пројекат „ГРООВЕ“, 2020. је наступио на годишњем музичком фестивалу „Московска матура 2020“ у Москви у парку Горки, где је био директан пренос на ТВ каналу Мусиц оф тхе Фирст.

### 2021—2022: Активност произвођача
2021. године, заједно са пријатељем из детињства Сергејем Кондратјевом, створили су и основали музичку етикету Флава, где траже талентоване уметнике и промовишу њихов рад.
Николај је произвео такве уметнике као што су: "Бодиев", "АРЦХИ", "Луцхнадезхда".

## Лични живот
Николај није ожењен, нигде не помиње детаље свог личног живота.

## Дискографија

### Албум
| Име                   | Информације                                                                        |
| --------------------- | ---------------------------------------------------------------------------------- |
| „Па, како си, мали? » | - Објављено: 31. мај 2019. - Лабел: А+ - Формат: дигитална дистрибуција            |
| „Изнад нивоа среће“   | - Издање: 14. април 2020. - Лабел: Вхи З Мусиц - Формат: дигитална дистрибуција    |
| "Хладно срце"         | - Издање: 18. децембар 2020. - Лабел: Флава Мусиц - Формат: дигитална дистрибуција |

### Синглови
| Година | Једно                            |
| ------ | -------------------------------- |
| 2018   | "Рванарана"                      |
| 2018   | "провинцијалци"                  |
| 2018   | "У диму цигарета" (феат. Бодиев) |
| 2018   | "Хаиа" (феат. Бодиев)            |
| 2019   | "Пусти, нека иде"                |
| 2019   | "Па, како си, мали"              |
| 2019   | "Домородна муза"                 |
| 2019   | "На уснама"                      |
| 2019   | "Ја сам привремени"              |
| 2019   | "Не моје-моје"                   |
| 2019   | "Ганџа"                          |
| 2020   | "стењање"                        |
| 2020   | "Тело у теби"                    |
| 2020   | "био са мном"                    |
| 2020   | "Са другом "                     |
| 2020   | "Покупи и покупи"                |
| 2020   | "Дишите"                         |
| 2021   | "ларва"                          |
| 2022   | "Ти си надуван"                  |

### Учешће на издањима других уметника
| Година | Уметник    | Песма                                 |
| ------ | ---------- | ------------------------------------- |
| 2021   | ЛИТВИНЕНКО | провинцијалци                         |
| 2021   | Ксасса     | Немојте бити љубоморни на свог бившег |

## Позиције на графикону
| Песма                             | Табела (2019)      | Место | Белешка |
| --------------------------------- | ------------------ | ----- | ------- |
| ЛИТВИНЕНКО - "Оп, канта за смеће" | Графикон ВКонтакте | 12    | [ 8 ]   |
| ЛИТВИНЕНКО - "Оп, канта за смеће" | БООМ Цхарт         | 12    | [ 8 ]   |